# Puchar UEFA (1976/1977)
Puchar UEFA 1976/1977 (ang. 1976–1977 UEFA Cup) – 6. edycja międzynarodowego klubowego turnieju piłki nożnej Puchar UEFA, zorganizowana przez Unię Europejskich Związków Piłkarskich w terminie 15 września 1976 – 18 maja 1977. W rozgrywkach zwyciężyła drużyna Juventus F.C..

## 1/32 finału
| FC Porto – FC Schalke 04 2:2 i 2:3 1 08.09 1976 0:1 Fischer 37, 0:2 Fischer 44, 1:2 Rodolfo 47, 2:2 Cubillas 66 (mecz w Lizbonie) 2 29.09 1976 1:0 Oliveira 51, 2:0 Oliveira 69, 2:1 Fichtel 74k, 2:2 Abramczik 86, 2:3 Fischer 88                                                                                           |
| Knattspyrnufélagið Fram – Slovan Bratysława 0:3 i 0:5 1 14.09 1976 0:1 Haraslin 10, 0:2 Haraslin 29, 0:3 Mrva 61 2 29.09 1976 0:1 Pekarik 22, 0:2 Ondruš 39, 0:3 Barto 51, 0:4 Capkovic 58, 0:5 Atlasson 72s |
| Glentoran F.C. – FC Basel 3:2 i 0:3 1 14.09 1976 1:0 Feeney 12, 1:1 Maissen 26, 2:1 Feeney 42, 3:1 Dickenson 51, 3:2 Ramseier 73 2 29.09 1976 0:1 Nielsen 33, 0:2 Mundschin 35, 0:3 Demarmels 73 |
| Enosis Neon Paralimni – 1. FC Kaiserslautern 1:3 i 0:8 1 14.09 1976 0:1 Riedl 39, 0:2 Meier 47, 1:2 Mertakas 80, 1:3 Stickel 86 2 29.09 1976 0:1 Toppmöller 18, 0:2 Pirrung 31, 0:3 Toppmöller 35, 0:4 Toppmöller 37, 0:5 Pirrung 67, 0:6 Meier 68, 0:7 Toppmöller 72, 0:8 Riedl 83                                          |
| AEK Ateny – Dinamo Moskwa 2:0 i 1:2 (dog) 1 15.09 1976 1:0 Nicoloudis 32, 2:0 Papaioannou 51 2 29.09 1976 0:1 Bubnow 43, 0:2 Jakubik 52k, 1:2 Tasaos 120k |
| AFC Ajax – Manchester United 1:0 i 0:2 1 15.09 1976 1:0 Krol 42 2 29.09 1976 0:1 Macari 42, 0:2 McIlroy 65 |
| Austria Salzburg – Adanaspor 5:0 i 0:2 1 15.09 1976 1:0 Schwarz 2, 2:0 Schwarz 37k, 3:0 Haidor 58, 4:0 Schwarz 61, 5:0 Haidor 81 2 29.09 1976 0:1 Isa 2, 0:2 Sener 88 |
| CF Os Belenenses – FC Barcelona 2:2 i 2:3 1 15.09 1976 0:1 Heredia 15, 1:1 Cuaresma 30, 2:1 Horta 56, 2:2 Heredia 85 2 29.09 1976 0:1 Rexach 33, 1:1 Vasques 43, 1:2 Asensi 53, 2:2 Rocha 55, 2:3 Clares 87 |
| Celtic F.C. – Wisła Kraków 2:2 i 0:2 1 15.09 1976 1:0 McDonald 13, 1:1 Kmiecik 67, 1:2 Wróbel 74, 2:2 Dalglish 89 2 29.09 1976 0:1 Kmiecik 53, 0:2 Kmiecik 59 |
| Derby County – Finn Harps 12:0 i 4:1 1 15.09 1976 1:0 Hector 6, 2:0 Rioch 12, 3:0 James 20, 4:0 Hector 22, 5:0 George 24, 6:0 George 29, 7:0 James 30, 8:0 Hector 37, 9:0 Hector 39, 10:0 Hector 64, 11:0 James 70, 12:0 George 76 2 28.09 1976 0:1 McFarland 1s, 1:1 Hector 26, 2:1 Hector 31, 3:1 George 81, 4:1 George 89 |
| Dinamo Bukareszt – A.C. Milan 0:0 i 1:2 1 15.09 1976 2 30.09 1976 1:0 Satmareanu 8, 1:1 Calloni 26, 1:2 Silva 74 |
| Eintracht Brunszwik – Holbæk BIF 7:0 i 0:1 1 15.09 1976 1:0 Hollruarm 7, 2:0 Stolzenberg 37, 3:0 Frank 49, 4:0 Gersdorf 55, 5:0 Frank 77, 6:0 Frank 79, 7:0 Stolzenberg 89 2 29.09 1976 0:1 Toffe Hansen 70 |
| RCD Español – OGC Nice 3:1 i 1:2 1 15.09 1976 1:0 Cuesta 11, 1:1 Toko 19, 2:1 Maranon 66, 3:1 Caszely 73 2 29.09 1976 0:1 Toko 22, 1:1 Aquino 60k, 1:2 Bjeković 71 |
| Feyenoord – Djurgårdens IF 3:0 i 1:2 1 15.09 1976 1:0 Schneider 10k, 2:0 Kreuz 68, 3:0 Vreysen 70 2 29.09 1976 0:1 K. Karlsson 2, 0:2 Stembäck 51, 1:2 N. Jansen 66 |
| Fenerbahçe SK – Videoton FC 2:1 i 0:4 1 15.09 1976 1:0 Cemil 28, 1:1 Nagy 70, 2:1 Cemil 87 2 29.09 1976 0:1 Wollek 50, 0:2 J. Kovacs 57, 0:3 Szalmasy 66, 0:4 Szalmasy 85 |
| Grasshopper Club Zürich – Hibernians FC 7:0 i 2:0 1 15.09 1976 1:0 Bosco 3, 2:0 Seiler 8, 3:0 Seiler 18, 4:0 Seiler 31, 5:0 Bauer 46, 6:0 Cornioley 57k, 7:0 Cornioley 86 2 29.09 1976 1:0 Seiler 54, 2:0 Cornioley 77k |
| Hibernian F.C. – FC Sochaux-Montbéliard 1:0 i 0:0 1 15.09 1976 1:0 Brownlie 75 2 29.09 1976 |
| Inter Mediolan – Budapesti Honvéd SE 0:1 i 1:1 1 15.09 1976 0:1 Fehérván 32 2 29.09 1976 0:1 Poczik 26, 1:1 Muraro 89 |
| 1. FC Köln – GKS Tychy 2:0 i 1:1 1 15.09 1976 1:0 Flohe 42k, 2:0 van Gool 88 2 29.09 1976 0:1 Ogaza 18, 1:1 Dieter Müller 75 (mecz w Katowicach) |
| Kuopion Palloseura – Östers IF 3:2 i 0:2 1 15.09 1976 0:1 Strömberg 41, 0:2 Ejderstedt 51, 1:2 Tomroos 75, 2:2 Rissanen 79, 3:2 Rissanen 85 2 29.09 1976 0:1 Strömberg 59, 0:2 Svensson 81 |
| 1. FC Magdeburg – AC Cesena 3:0 i 1:3 1 15.09 1976 1:0 Steinbach 26, 2:0 Streich 40k, 3:0 Streich 87 2 29.09 1976 0:1 Mariani 29, 0:2 Pepe 51, 1:2 Sparwasser 69, 1:3 Macchi 73 |
| Manchester City – Juventus F.C. 1:0 i 0:2 1 15.09 1976 1:0 Kidd 44 2 29.09 1976 0:1 Scirea 36, 0:2 Boninsegna 69 |
| Næstved IF – RWD Molenbeek 0:3 i 0:4 1 15.09 1976 0:1 Boskamp 41, 0:2 Welleng 85, 0:3 Welleng 87 2 29.09 1976 0:1 Koons 22, 0:2 Boskamp 30k, 0:3 Boskamp 54, 0:4 Cordler 76 |
| Queens Park Rangers – SK Brann 4:0 i 7:0 1 15.09 1976 1:0 Bornies 29, 2:0 Bornies 34, 3:0 Bornies 64, 4:0 Masson 85 2 29.09 1976 1:0 Webb 2, 2:0 Givens 35, 3:0 Bornies 68, 4:0 Givens 70, 5:0 Bornies 84, 6:0 Bornies 88, 7:0 Thomas 86                                                                                     |
| Red Boys Differdange – KSC Lokeren 0:3 i 1:3 1 15.09 1976 0:1 Verheyen 13, 0:2 Verheyen 26, 0:3 Dalving 69 2 29.09 1976 0:1 Mommens 16, 0:2 Hansen 26, 1:2 Flenghi 30k, 1:3 Lubański 36 |
| Slavia Praga – Akademik Sofia 2:0 i 0:3 (dog) 1 15.09 1976 1:0 Herda 47, 2:0 Radolsky 65 2 29.09 1976 0:1 Dimitrow 35, 0:2 Dimitrow 69, 0:3 Jankow 103 |
| Szachtar Donieck – Dynamo Berlin 3:0 i 1:1 1 15.09 1976 1:0 Rogowski 3, 2:0 Sokołowski 75, 3:0 Staruchin 80 2 29.09 1976 0:1 Noack 11, 1:1 Rogovski 16 |
| Sportul Studențesc Bukareszt – Olympiakos SFP 3:0 i 1:2 1 15.09 1976 1:0 Grosu 38, 2:0 lonescu 75, 3:0 lonescu 82 2 29.09 1976 1:0 Raducanu 30, 1:1 Galakos 51, 1:2 Karavitis 57 |
| SSW Innsbruck – IK Start 2:1 i 5:0 1 15.09 1976 1:0 Stering 8, 1:1 Mathisen 67k, 2:1 Pezzey 76 2 29.09 1976 1:0 P. Koncilia 5, 2:0 Stering 19, 3:0 Stering 31k, 4:0 P. Koncilia 60, 5:0 Welzl 88 |
| ASA Târgu Mureș – Dinamo Zagrzeb 0:1 i 0:3 1 15.09 1976 0:1 Jurisić 65 2 29.09 1976 0:1 Senzen 28, 0:2 Bogdan 75, 0:3 Senzen 79 |
| Újpest FC – Athletic Bilbao 1:0 i 0:5 1 15.09 1976 1:0 E. Dunai 89 2 29.09 1976 0:1 Rojo 13, 0:2 Dani 25, 0:3 Dani 30, 0:4 Rojo 44, 0:5 Dani 54 |
| Łokomotiw Płowdiw – FK Crvena zvezda 2:1 i 1:4 1 15.09 1976 0:1 Filipović 19, 1:1 Fidanow 30, 2:1 Bonew 46 2 29.09 1976 1:0 Bonew 15, 1:1 Bogićević 37, 1:2 Filipović 41, 1:3 Filipović 47, 1:4 Stamenković 60 |

## 1/16 finału
| AEK Ateny – Derby County 2:0 i 3:2 1 20.10 1976 1:0 Wagner 65, 2:0 Wagner 69 2 03.11 1976 0:1 George 53, 1:1 Nikoloudis 69, 2:1 Tassos 79, 3:1 Wagner 85, 3:2 Rioch 88                                                                  |
| Akademik Sofia – A.C. Milan 4:3 i 0:2 1 20.10 1976 1:0 Paunow 18, 2:0 Manołow 25, 2:1 Capello 33, 3:1 Dimitrow 40k, 3:2 Collovati 47, 4:2 Bigon 50s, 4:3 Capello 80 2 03.11 1976 0:1 Calloni 13, 0:2 Monni 29                           |
| Austria Salzburg – FK Crvena zvezda 2:1 i 0:1 1 20.10 1976 0:1 Filipović 35, 1:1 P. Schwarz 72, 2:1 W. Schwarz 74k 2 03.11 1976 0:1 Filipović 80                                                                                        |
| FC Barcelona – KSC Lokeren 2:0 i 1:2 1 20.10 1976 1:0 Cruijff 79, 2:0 Clares 89 2 04.11 1976 0:1 Verheyen 17, 0:2 Dalving 25, 1:2 Cruijff 54                                                                                            |
| FC Basel – Athletic Bilbao 1:1 i 1:3 1 20.10 1976 1:0 Marti 2, 1:1 Madariaga 45 2 03.11 1976 0:1 Villar 45, 0:2 Ruiz Carlos 61, 1:2 Marti 66, 1:3 Ruiz Carlos 68                                                                        |
| Eintracht Brunszwik – RCD Español 2:1 i 0:2 1 20.10 1976 1:0 Frank 16, 1:1 Maramon 23, 2:1 Stolzenberg 53 2 03.11 1976 0:1 Jeremias 40, 0:2 Jeremias 65k                                                                                |
| Hibernian F.C. – Östers IF 2:0 i 1:4 1 20.10 1976 1:0 Blackley 34, 2:0 Brownlie 36 2 03.11 1976 0:1 Linderoth 20, 0:2 Ejderstedt 35, 0:3 Ejderstedt 53, 0:4 Linderoth 80, 1:4 Smith 81                                                  |
| SSW Innsbruck – Videoton FC 1:1 i 0:1 1 20.10 1976 1:0 Stering 53, 1:1 Checheli 62k 2 03.11 1976 0:1 Nagy II 23 |
| 1. FC Kaiserslautern – Feyenoord 2:2 i 0:5 1 20.10 1976 1:0 Briegel 27, 1:1 de Jong 39, 1:2 N. Jansen 41, 2:2 Briegel 65 2 03.11 1976 0:1 W. Jansen 16, 0:2 N. Jansen 18, 0:3 de Jong 40, 0:4 van Deinsen 44, 0:5 Schneider 74k         |
| 1. FC Köln – Grasshopper Club Zürich 2:0 i 3:2 1 20.10 1976 1:0 Konopka 37, 2:0 Dieter Müller 77 2 03.11 1976 1:0 Dieter Müller 56, 2:0 Larsen 58, 2:1 Bauer 75k, 3:1 Larsen 79, 3:2 Bosco 85                                           |
| 1. FC Magdeburg – Dinamo Zagrzeb 2:0 i 2:2 1 20.10 1976 1:0 Steinbach 18, 2:0 Zapf 55 2 03.11 1976 0:1 Kranjčar 15, 1:1 Streich 17, 1:2 Kranjčar 31, 2:2 Pommerenke 51                                                                  |
| Manchester United – Juventus F.C. 1:0 i 0:3 1 20.10 1976 1:0 Hill 32 2 03.11 1976 0:1 Boninsegna 29, 0:2 Boninsegna 63, 0:3 Benetti 85                                                                                                  |
| Szachtar Donieck – Budapest Honvéd 3:0 i 3:2 1 20.10 1976 1:0 Szeliuk 3, 2:0 Staruchin 35, Wasin 82 2 03.11 1976 0:1 Kozma 35, 1:1 Sheliuk 52, 2:1 Reznik 60, 3:1 Reznik 66, 3:2 Kozma 70k                                              |
| Slovan Bratysława – Queens Park Rangers 0:3 i 2:5 1 20.10 1976 0:1 Bowles 24, 0:2 Givens 30, 0:3 Bowles 67 2 03.11 1976 0:1 Givens 19, 0:2 Givens 33, 0:3 Bowles 36, 0:4 Givens 51k, 1:4 Ondruš 60, 2:4 Jan Capkovic 65, 2:5 Clement 85 |
| Sportul Studențesc Bukareszt – FC Schalke 04 0:1 i 0:4 1 20.10 1976 0:1 Fischer 59 2 03.11 1976 0:1 Bongartz 2, 0:2 Fischer 15, 0:3 Fischer 24, 0:4 Bongartz 78                                                                         |
| Wisła Kraków – RWD Molenbeek 1:1 i 1:1 (dog), karne 4:5 1 20.10 1976 1:0 Kapka 6, 1:1 Olsen 76 2 03.11 1976 0:1 Nielsen 28, 1:1 Maculewicz 35                                                                                           |

## 1/8 finału
| AEK Ateny – FK Crvena zvezda 2:0 i 1:3 1 24.11 1976 1:0 Papaionnaou 19, 2:0 Mavros 28 2 08.12 1976 0:1 Baralić 21, 1:1 Wagner 25, 1:2 Filipović 30, 1:3 Savić 33                                             |
| Athletic Bilbao – A.C. Milan 4:1 i 1:3 1 24.11 1976 0:1 Capello 25, 1:1 Dani 45k, 2:1 Carlos 48, 3:1 Dani 81, 4:1 Carlos 86 2 08.12 1976 0:1 Calloni 53, 0:2 Biasiolo 60, 0:3 Calloni 83k, 1:3 Madariaga 86k |
| RCD Español – Feyenoord 0:1 i 0:2 1 24.11 1976 0:1 de Felipe 32 s 2 08.12 1976 0:1 Kreuz 29, 0:2 N. Jansen 76                                                                                                |
| Juventus F.C. – Szachtar Donieck 3:0 i 0:1 1 24.11 1976 1:0 Bettega 16, 2:0 Tardelli 19, 3:0 Boninsegna 38 2 08.12 1976 0:1 Staruchin 35                                                                     |
| 1. FC Magdeburg – Videoton FC 5:0 i 0:1 1 24.11 1976 1:0 Streich 7, 2:0 Tyli 23, 3:0 Mewes 54, 4:0 Tyli 60, 5:0 Pommerenke 80 2 08.12 1976 0:1 Nagy II 21                                                    |
| Östers IF – FC Barcelona 0:3 i 1:5 1 24.11 1976 0:1 Clares 37, 0:2 Neeskens 46, 0:3 Clares 50 2 08.12 1976 0:1 Clares 3, 1:1 Everson 6, 1:2 Cruijff 11, 1:3 Asensi 33, 1:4 Asensi 52, 1:5 Heredia 81         |
| Queens Park Rangers – 1. FC Köln 3:0 i 1:4 1 24.11 1976 1:0 Givens 39, 2:0 Webb 41, 3:0 Bowles 74 2 08.12 1976 1:0 Masson 4, 1:1 Dieter Müller 22, 1:2 Löhr 33, 1:3 Weber 36, 1:4 Dieter Müller 60           |
| RWD Molenbeek – FC Schalke 04 1:0 i 1:1 1 24.11 1976 1:0 Lafont 86 2 07.12 1976 1:0 Teugels 25, 1:1 Abramczik 45                                                                                             |

## 1/4 finału
| Athletic Bilbao – FC Barcelona 2:1 i 2:2 1 03.03 1977 0:1 Asensi 13, 1:1 Churruca 40, 2:1 Ruiz Dani 63k 2 16.03 1977 1:0 Irureta 13, 1:1 Cruijff 24, 2:1 Irureta 29, 2:2 Cruijff 63 |
| Feyenoord – RWD Molenbeek 0:0 i 1:2 1 03.03 1977 2 16.03 1977 1:0 de Jong 32, 1:1 Wellens 40, 1:2 Teugels 83                                                                        |
| 1. FC Magdeburg – Juventus F.C. 1:3 i 0:1 1 03.03 1977 0:1 Cuccureddu 2, 1:1 Sparwasser 32, 1:2 Benetti 58, 1:3 Boninsegna 61 2 16.03 1977 0:1 Cuccureddu 16                        |
| Queens Park Rangers – AEK Ateny 3:0 i 0:3 (dog), karne 6:7 1 03.03 1977 1:0 Francis 7k, 2:0 Francis 11k, 3:0 Bowles 43 2 16.03 1977 0:1 Mavros 8, 0:2 Mavros 65, 0:3 Papaioannou 82 |

## 1/2 finału
| RWD Molenbeek – Athletic Bilbao 1:1 i 0:0 1 06.04 1977 0:1 Churruca 29, 1:1 Teugels 87 2 20.04 1977                                                                |
| Juventus F.C. – AEK Ateny 4:1 i 1:0 1 06.04 1977 1:0 Cuccureddu 18, 1:1 Papadopoulos 31, 2:1 Bettega 59, 3:1 Causio 67, 4:1 Bettega 83 2 20.04 1977 1:0 Bettega 84 |

## Finał
| Juventus F.C. – Athletic Bilbao 1:0 i 1:2 |
| 4 maja 1977 Turyn Stadio Comunale (75 000) Juventus F.C. – Athletic Bilbao 1:0 (1:0) Sędzia: Charles Corver (Holandia) Bramki: 1:0 Marco Tardelli 15 Juventus Football Club (trener Giovanni Trapattoni): Dino Zoff – Antonello Cuccereddu, Claudio Gentile, Gaetano Scirea, Francesco Morini, Marco Tardelli, Guiseppe Furino (kapitan), Romeo Benetti, Franco Causio, Roberto Boninsegna (39 Sergio Gori), Roberto Bettega Athletic Club de Bilbao (trener Koldo Aguirre): José Ángel Iribar (kapitan) – José Ignacio Oñaederra, Javier Escalza, Andoni Goikoetxea, Agustín Guisasola, Ángel María Villar, Javier Irureta, José Angelo Rojo, José Ignacio Churruca Sistiaga „Churruca”, Daniel Ruiz „Dani”, José Francisco Rojo |
| 18 maja 1977 Bilbao Estadio San Mamés (43 000) Athletic Bilbao – Juventus F.C. 2:1 (1:1) Sędzia: Erich Linemayr (Austria) Bramki: 0:1 Roberto Bettega 7, 1:1 Churruca 11, 2:1 Carlos 78 Athletic Club de Bilbao (trener Koldo Aguirre): José Ángel Iribar (kapitan) – José María Lasa Ibarguren „Lasa” (63 Carlos Ruiz Herrero „Carlos”), Agustín Guisasola, José Ramón Alexanko, Javier Escalza, Ángel María Villar, José Ignacio Churruca Sistiaga „Churruca”, Javier Irureta, José María Amorrortu Prieto „Amorrortu”, Daniel Ruiz „Dani”, José Francisco Rojo Juventus Football Club (trener Giovanni Trapattoni): Dino Zoff – Antonello Cuccureddu, Francesco Morini, Gaetano Scirea, Claudio Gentile, Franco Causio, Marco Tardelli, Guiseppe Furino (kapitan), Romeo Benetti, Roberto Boninsegna (59 Luciano Spinosi), Roberto Bettega |